# Плоцко войводство (Жечпосполита)
Плоцкото войводство (на полски: Województwo płockie, на латински: Palatinatus Plocensis) е административно-териториална единица в състава на Полското кралство и Жечпосполита. Административен център е град Плоцк.
Войводството е създадено през 1495 година чрез преобразувана на Плоцкото княжество. Обхваща земи от историко-географската област Мазовше. Администартивно е разделено на осем повята – Плоцки, Белски, Рачонски, Шерпски, Плонски, Шренски, Недзборски и Млавски. В Сейма на Жечпосполита е представено от петима сенатори и четирима депутати.
При втората подялба на Жечпосполита (1793) по-голяма част от войводството с градовете Плоцк, Шерпц, Шренск и Млава е анексирана от Прусия, а при третата подялба (1795) и останалата му територия е присъединена към пруската държава.